# William Smith (sportiv)
William Smith (n. 1893 – d. octombrie 1958, Johannesburg, Africa de Sud) a fost un ciclist sud-african, medaliat olimpic. A participat la o ediție a Jocurilor Olimpice (1920) în care a câștigat o medalie de argint.

## Participări
Lista de mai jos prezintă principalele competiții la care a participat William Smith de-a lungul carierei.
- cyclisme aux Jeux olympiques d'été de 1920 – tandem hommes[*]